# Calochilus robertsonii
Calochilus robertsonii är en orkidéart som beskrevs av George Bentham. Calochilus robertsonii ingår i släktet Calochilus och familjen orkidéer. Inga underarter finns listade i Catalogue of Life.

## Bildgalleri

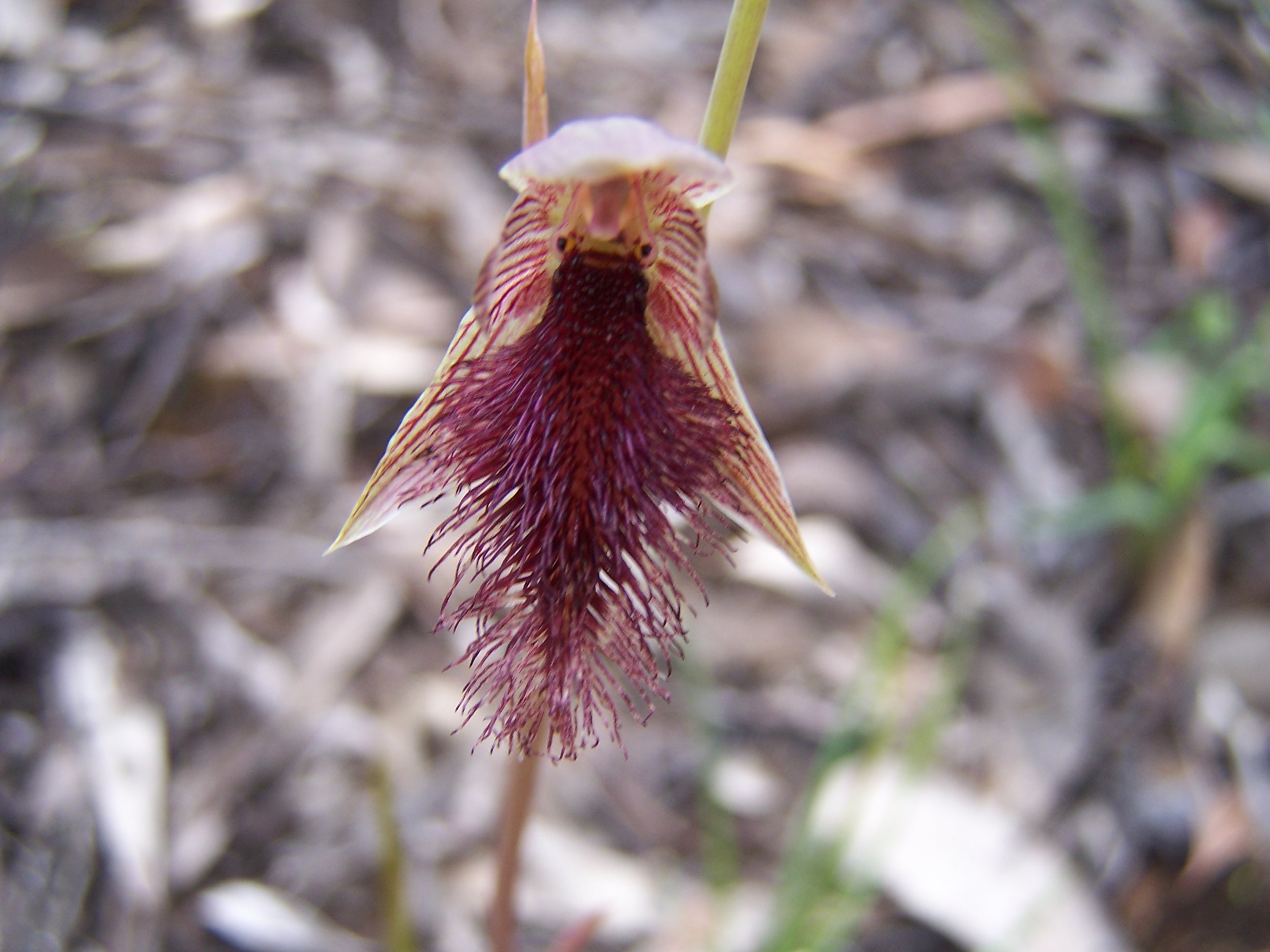
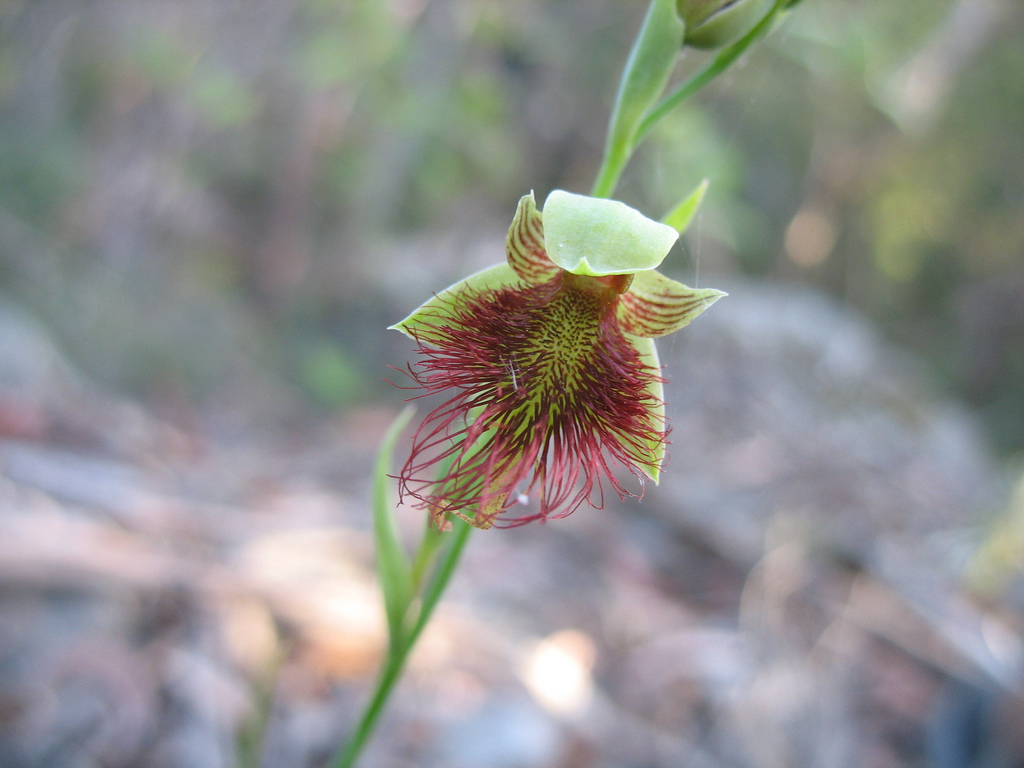
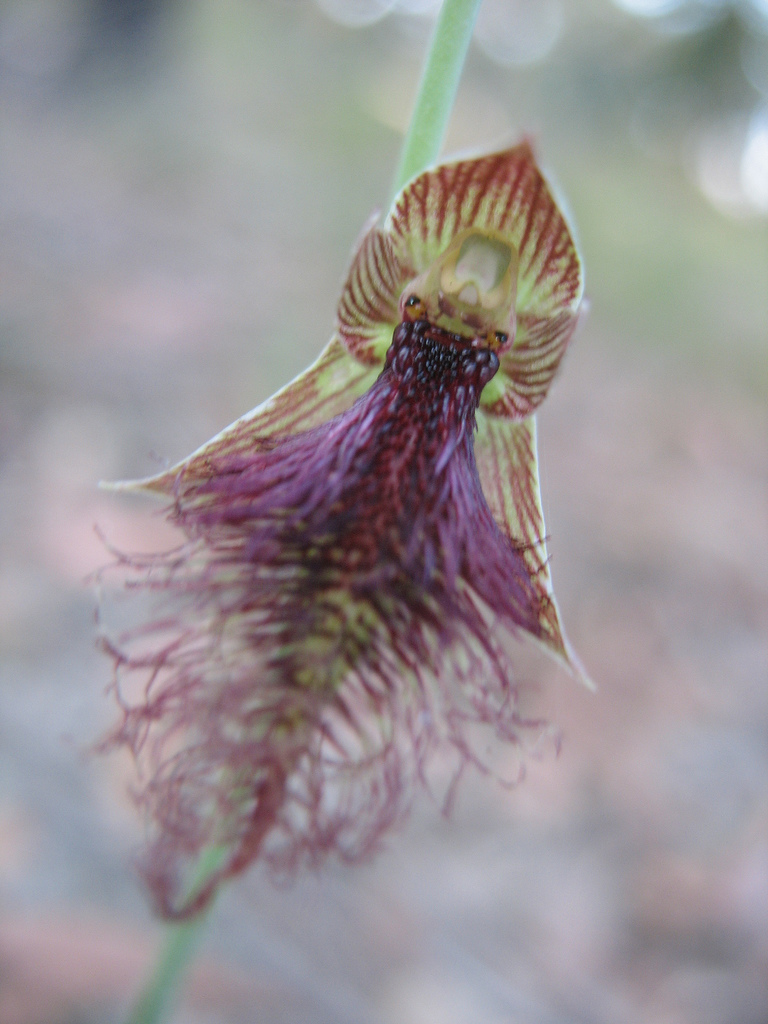